# Schönberg am Kamp
Schönberg am Kamp je městys v Rakousku ve spolkové zemi Dolní Rakousy v okrese Kremže.

## Geografie

### Geografická poloha
Schönberg am Kamp se nachází ve spolkové zemi Dolní Rakousy v regionu Waldviertel. Leží 12 km severovýchodně od okresního města Kremže. Prochází jím silnice B34, která vede z Hornu přes Gars am Kamp a Langenlois až do Sachsendorfu. Rozloha území městyse činí 53,07 km², z nichž 48,3% je zalesněných.

### Městské části
Území městyse Schönberg am Kamp se skládá ze čtrnácti částí (v závorce uveden počet obyvatel k 1. 1. 2015):
- Altenhof (62)
- Buchberger Waldhütten (31)
- Fernitz (38)
- Freischling (105)
- Kriegenreith (21)
- Mollands (301)
- Oberplank (51)
- Plank am Kamp (226)
- Raan (39)
- Schönberg (549)
- Schönberg-Neustift (146)
- See (28)
- Stiefern (198)
- Thürneustift (61)

### Sousední obce
- na severu: Gars am Kamp, Maissau
- na východu: Hohenwarth-Mühlbach am Manhartsberg
- na jihu: Straß im Straßertale, Langenlois
- na západu: St. Leonhard am Hornerwald

## Politika

### Obecní zastupitelstvo
Obecní zastupitelstvo se skládá z 19 členů. Od komunálních voleb v roce 2015 zastávají následující strany tyto mandáty:
- 13 ÖVP
- 4 SPÖ
- 2 FPÖ

### Starosta
Starostou městyse Schönberg am Kamp je Peter Heindl ze strany ÖVP.

## Osobnosti
- Karl Bregartner (* 1933), rakouský politik
- Theodor Eggendorfer (1901–1980), rakouský politik
- Ilse Helbich (* 1923), rakouská publicistka a spisovatelka
- Robert Kammerzell (1887–1950), rakouský umělec a vlastivědec
- Trude Marzik (* 1923), rakouská vypravěčka a lyrička
- Erich Landgrebe (1908–1979), rakouský spisovatel a malíř

## Galerie

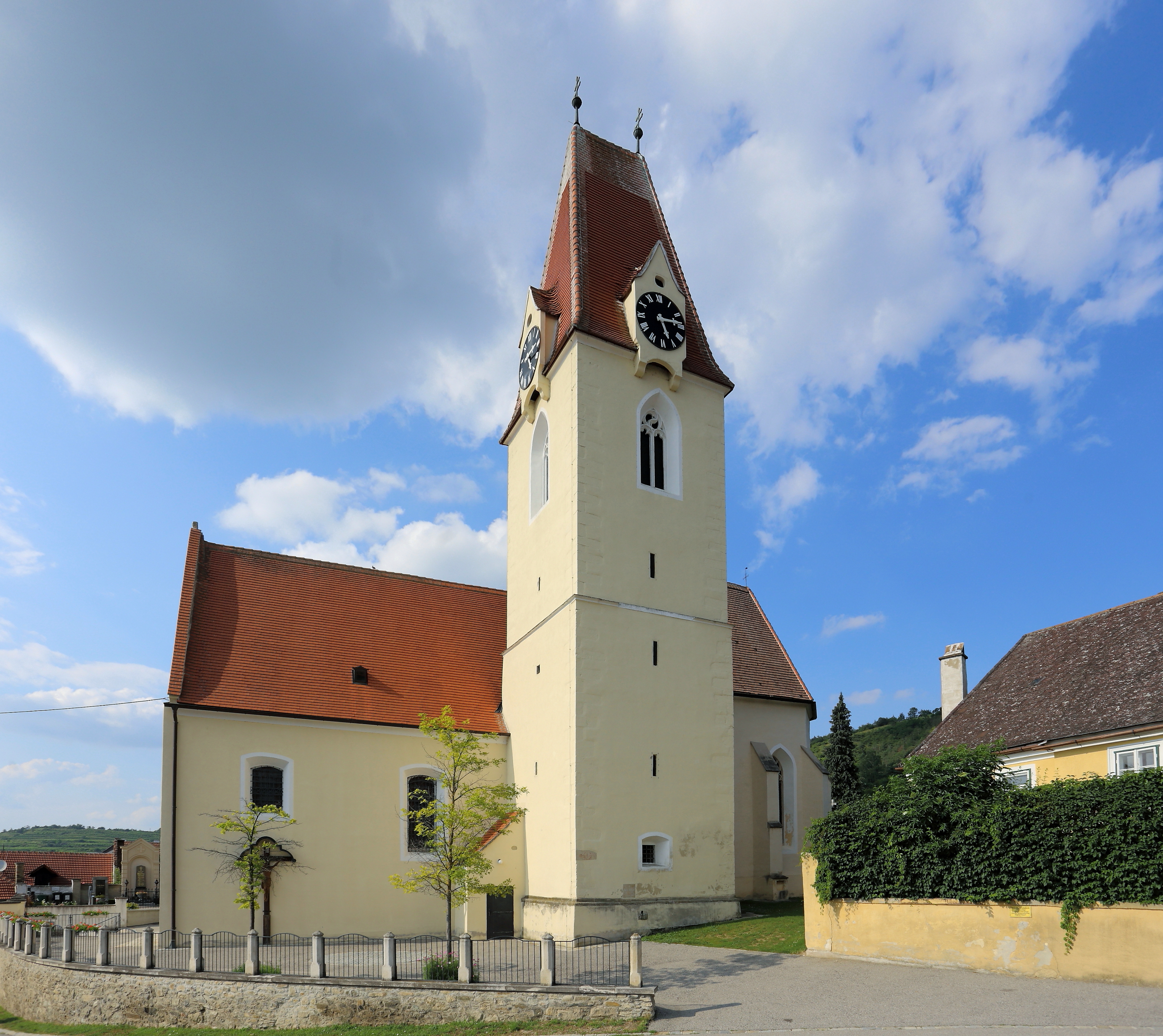
Farní kostel v Schönbergu am Kamp
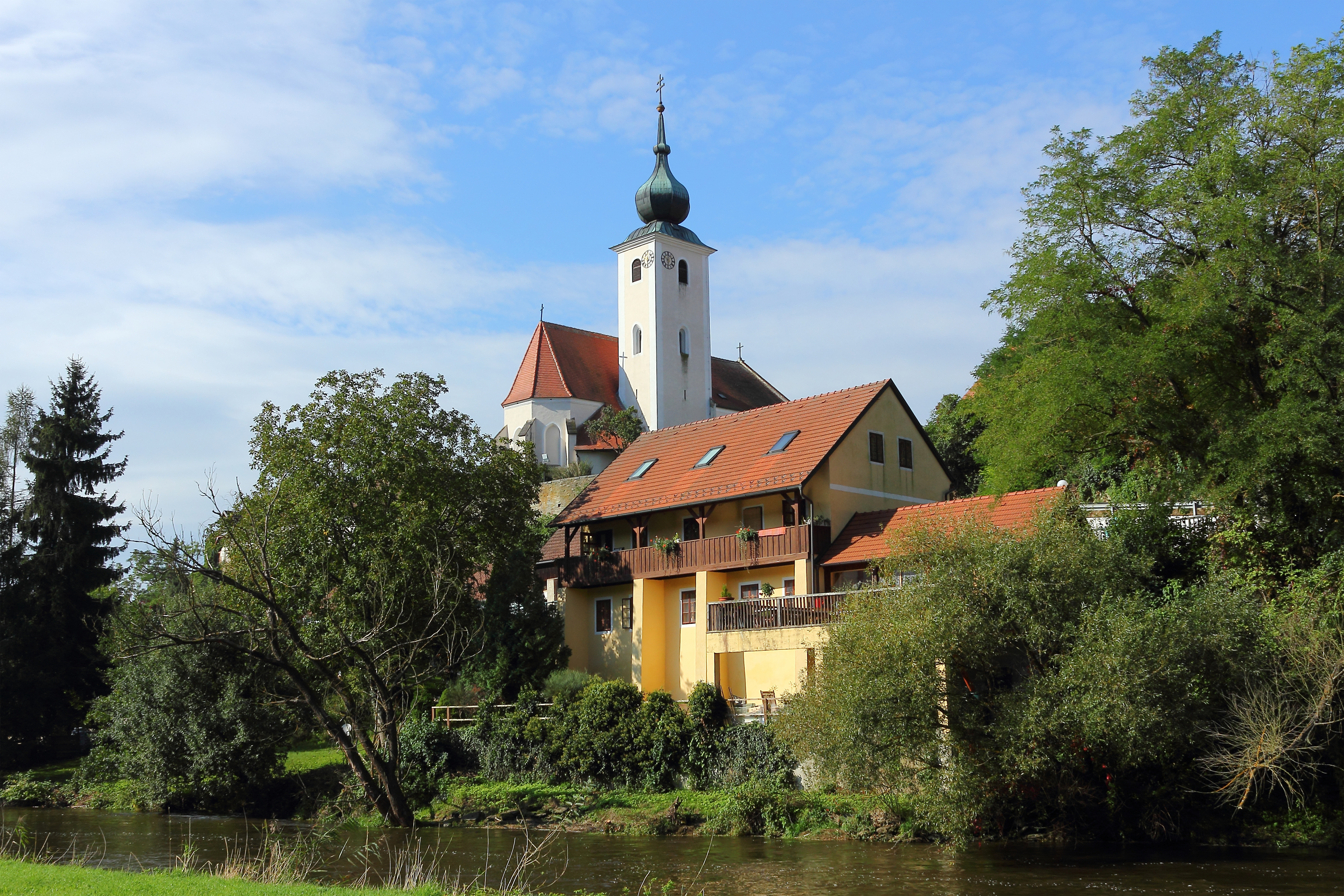
Stiefern
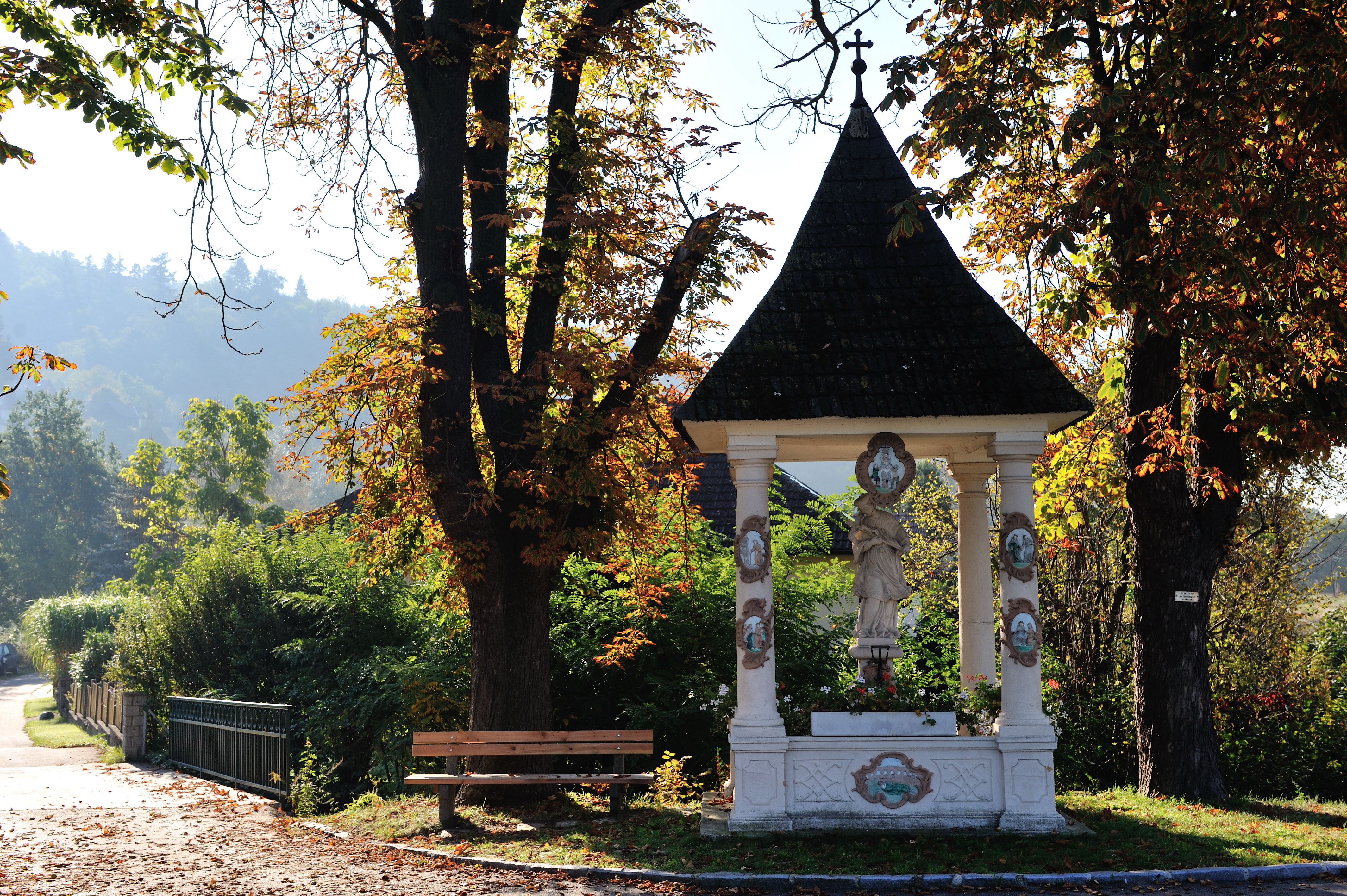
Socha sv. Jana Nepomuckého
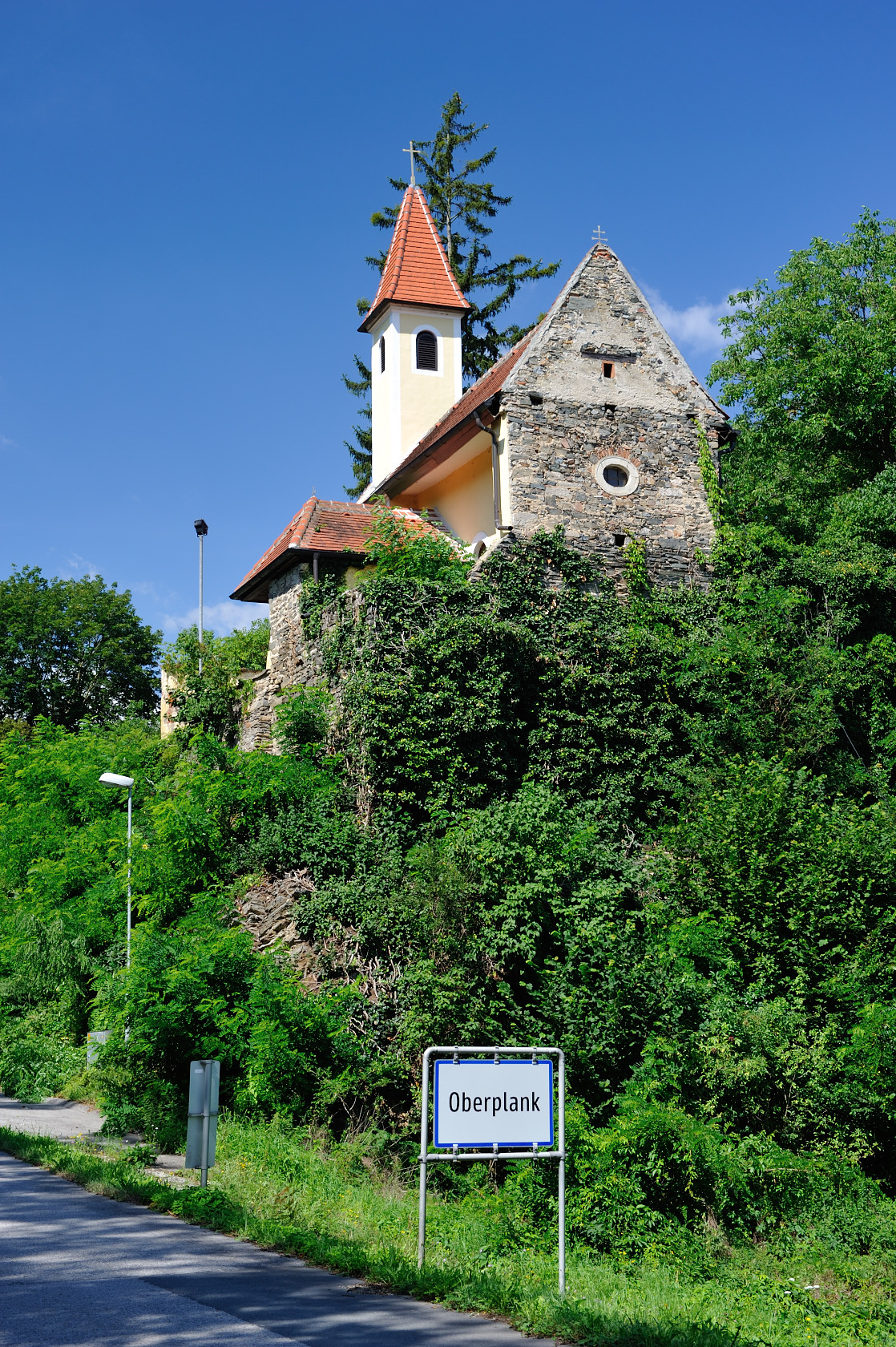
Kaple v Oberplanku